# Основная гипотеза комбинаторной топологии
Основная гипотеза комбинаторной топологии (нем. Hauptvermutung) — гипотеза, утверждающая, что любые две триангуляции одного пространства допускают изоморфные подразбиения. Сформулирована в 1908 году Эрнстом Штайницем и Генрихом Титце. Впоследствии опровергнута в общем виде; более того, она оказалась неверной для некоторых многообразий размерности 4 и выше.
Контрпример к общему случаю был построен Джоном Милнором в 1961 году с помощью кручения Райдемейстера.
Для многообразий гипотеза верна в размерностях 2 и 3. Эти случаи были доказаны Тибором Радо
и Эдвином Моизом в 1920-х и 1950-х годах, соответственно.
Препятствие к выполнению гипотезы для многообразий было найдено
Кэссоном
и Деннисом Салливаном в 1967—1969 годах
с использованием инварианта Рохлина.
Гомеоморфизм {\displaystyle f\colon N\to M} между {\displaystyle m}-мерными кусочно-линейными многообразиями имеет инвариант {\displaystyle \kappa (f)\in H^{3}(M;\mathbb {Z} /2\mathbb {Z} )} такой, что для {\displaystyle m\geqslant 5} {\displaystyle f} изотопeн кусочно-линейному гомеоморфизму тогда и только тогда, когда {\displaystyle \kappa (f)=0}.
Препятствие к выполнению гипотезы является относительным вариантом класса Кёрби — Зибенманна и определяется для любого компактного {\displaystyle m}-мерного топологического многообразия:
{\displaystyle \kappa (M)\in H^{4}(M;\mathbb {Z} /2\mathbb {Z} )}
с использованием инварианта Рохлина.
Для {\displaystyle m\geqslant 5} {\displaystyle M} имеет кусочно-линейную структуру (то есть допускает триангуляцию кусочно-линейным многообразием) тогда и только тогда, когда {\displaystyle \kappa (M)=0}, и в этом случае кусочно-линейные структуры определяются элементом {\displaystyle H^{3}(M;\mathbb {Z} /2\mathbb {Z} )}.
В частности, существует только конечное число различных кусочно-линейных структур на {\displaystyle M}.
Для компактных односвязных многообразий размерности 4 Саймон Дональдсон нашёл примеры с бесконечным числом неэквивалентных кусочно-линейных структур, и Михаил Фридман нашёл E8-многообразие, которое также не допускает триангуляции.
В 2013 году Киприан Манолеску доказал существование компактных многообразий размерности 5 (и, следовательно, любой размерности больше 5), которые не допускают триангуляции.